# Степанівка Друга
Степа́нівка Друга — село в Україні, у Приазовській селищній громаді Мелітопольського району Запорізької області. Населення складає 752 особи. До 2020 року орган місцевого самоврядування — Богданівська сільська рада.

## Географія
Село Степанівка Друга розташоване за 174 км від обласного центру та 52 км від районного центру, на лівому березі річки Корсак, вище за течією на відстані 2,5 км розташоване село Прудентове, нижче за течією на відстані 0,5 км розташоване село Богданівка.

## Історія
Село засноване 1862 року болгарами, переселенцями з Бессарабії, на місці ногайського поселення Асан-Ходжа.
З 1980 по 1994 роки село мало назву — Богданівка. За іншими даними село засноване у 1994 році.
12 червня 2020 року, відповідно до розпорядження Кабінету Міністрів України № 713-р «Про визначення адміністративних центрів та затвердження територій територіальних громад Запорізької області», Богданівська сільська рада об'єднана з Приазовською селищною громадою.
19 липня 2020 року, в результаті адміністративно-територіальної реформи та ліквідації Приазовського району, село увійшло до складу новоутвореного Мелітопольського району.

## Населення
За переписом 2001 року рідні мови  населення: болгарська (75,4 %), російська (3.1 %), українська (21.5 %).